# 1907 en Colombie-Britannique
Chronologie de la Colombie-Britannique
- 1903
- 1904
- 1905
- 1906
- 1907
- 1908
- 1909
- 1910
- 1911

Cette page concerne des événements qui se sont produits durant l'année 1907 dans la province canadienne de Colombie-Britannique.

## Politique
- Premier ministre : Richard McBride.
- Chef de l'Opposition :  James Alexander MacDonald
- Lieutenant-gouverneur : James Dunsmuir
- Législature :

## Événements
- 7 septembre : émeute anti asiatique dans le Chinatown de Vancouver organisée par le groupe Asiatic Exclusion League.